# 阮玉和祥
香溪公主阮玉和祥（越南语：／；1835年10月27日—？年），越南阮朝明命帝第四十九女，生母宮人陳氏美。

## 生平
明命十六年九月六日（1835年10月27日），阮玉和祥在順化皇城出生。嗣德六年（1853年），公主19歲，下嫁駙馬都尉楊庾（Dương Dũ）。嗣德二十二年（1869年），嗣德帝封和祥為香溪公主。建福元年（1884年），因避皇太妃阮氏香諱，改封為芳溪公主，次年（1885年）復為香溪公主。公主去世時間不詳，諡號不詳，葬於承天府香水縣安舊總安舊社（今屬承天順化省香水市社）。
香溪公主與駙馬之子楊裔蔭授錦衣校尉。